# Dobrovice (stacja kolejowa)
Dobrovice – stacja kolejowa w miejscowości Dobrovice, w kraju środkowoczeskim, w Czechach. Znajduje się na wysokości 215 m n.p.m..
Jest zarządzana przez Správę železnic. Na stacji nie ma możliwości zakupu biletów, a obsługa podróżnych odbywa się w pociągu. 

## Linie kolejowe
- 071 Nymburk - Mladá Boleslav